# KT Tunstall's Acoustic Extravaganza
KT Tunstall's Acoustic Extravaganza es un álbum acústico grabado por la cantautora escocesa KT Tunstall, en principio sólo estaba disponible a través de su sitio web oficial, pero más adelante fue oficialmente lanzado como disco compacto. Incluye 2 de las canciones de su álbum Eye to the Telescope, lados B y algunas canciones inéditas. Incluye también un DVD que cuenta cómo se hizo el álbum, algunas características de sus canciones, su equipo.

## Canciones

### CD
1. "Ashes"
2. "Girl and the Ghost"
3. "One Day"
4. "Golden Age"
5. "Boo Hoo"
6. "Gone to the Dogs"
7. "Change"
8. "Miniature Disasters"
9. "Universe & U"
10. "Throw Me A Rope"

### DVD
1. "Five Go To Skye (Making The Album)"
2. "Gone to the Dogs"
3. "Throw Me A Rope"
4. "Ashes"
5. "The Wee Bastard Pedal"
6. "Out-takes"

- Datos: Q934407